# İyidere (district)
İyidere is een Turks district in de provincie Rize en telt 8.663 inwoners (2007). Het district heeft een oppervlakte van 22,7 km². Hoofdplaats is İyidere.
De bevolkingsontwikkeling van het district is weergegeven in onderstaande tabel.
| 1997   | 2000   | 2007  |
| ------ | ------ | ----- |
| 10.587 | 10.074 | 8.663 |